# Onion routing
Onion routing è una tecnica di anonimizzazione delle comunicazioni in una rete di telecomunicazioni. In una rete onion, i messaggi sono incapsulati in "strati" di crittografia che vengono paragonati agli strati di una cipolla, dato l'incapsulamento. Il dato criptato viene trasmesso attraverso una serie di nodi, chiamati onion router, ognuno dei quali "sbuccia" via un singolo strato di crittografia, scoprendo così il prossimo nodo di destinazione del dato.
Il mittente rimane anonimo perché ciascun intermediario conosce solo la posizione del nodo immediatamente precedente e di quello immediatamente successivo.

## Descrizione

### Sviluppo e implementazione
L'Onion routing è stato sviluppato a metà degli anni ‘90 presso il Laboratorio di Ricerca Navale degli Stati Uniti (U.S. Naval Research Laboratory), da parte di Paul Syverson, Michael G. Reed e David Goldschlag, per proteggere l'intelligence online degli Stati Uniti. È stato ulteriormente sviluppato dal DARPA (Defense Advanced Research Projects Agency) e brevettato dalla Marina degli Stati Uniti nel 1998.
Gli informatici Roger Dingledine e Nick Mathewson si incontrarono a Syverson nel 2002 per sviluppare quella che sarebbe diventata la più grande e nota implementazione dell'onion routing: The Onion Router o, in forma abbreviata, TOR.
Il Laboratorio Di Ricerca Navale degli Stati Uniti rilasciò il codice sorgente di TOR con licenza gratuita, mentre Dingledine, Mathewson e altri cinque sviluppatori fondarono nel 2006 l'organizzazione no-profit chiamata "The Tor Project", con il sostegno finanziario della Electronic Frontier Foundation e altre diverse organizzazioni.

### Struttura e dati
Nell'esempio in figura il nodo origine invia una onion, ovvero un dato coperto da diversi strati di crittografia, al router A, il quale rimuove uno strato di crittografia e scopre in questo modo qual è il nodo successivo a cui deve essere inviato il dato, e da quale nodo proveniva la cipolla. Il router A così invia la cipolla, privata di uno strato, al router B, il quale decripta (cioè "sbuccia") un altro strato di crittografia e a sua volta invia la cipolla, privata di un secondo strato, al router C. Il router C rimuove lo strato di crittografia finale e trasmette quindi il dato al nodo destinatario.

In questo esempio, il mittente (Source) manda i dati al Router A, il quale rimuove lo strato di crittografia (strato blu) al fine di scoprire verso quale Router deve spedire il dato (N.B. il Router A non sa se chi gli ha inviato il dato onion è un Router mittente o un Router intermediario). Il Router A invia il dato “sbucciato” di uno strato al Router B, il quale decripta il suo strato (strato verde) e invia il dato privato di un’altra “buccia” al Router C. Quest’ultimo rimuove lo strato di crittografia finale (strato rosso) e trasmette il dato originale al server di destinazione finale (Destination).

Un dato onion è quindi una struttura dati formata da un messaggio che è stato "avvolto" da strati di crittografia, uno successivo all'altro, che saranno decifrati (ovvero "sbucciati") da tanti nodi intermediari quanti sono gli strati di crittografia, prima di arrivare al nodo destinazione.
Il messaggio originale rimane evidentemente nascosto per tutto il tragitto che fa attraverso i nodi intermediari, nessun nodo intermediario è a conoscenza né del nodo sorgente né del nodo destinazione. Ciò permette quindi al nodo mittente di rimanere anonimo.

## Funzionamento generale
Per creare e trasmettere un dato cipolla, il nodo mittente seleziona un insieme di nodi intermediari da una lista nodi che gli viene fornita da un nodo "Directory". I nodi intermediari selezionati sono quindi disposti lungo un percorso, chiamato catena ("chain") o circuito ("circuit"), attraverso cui viene trasmesso il dato cipolla. Per conservare l'anonimato del nodo mittente, nessun nodo del circuito è in grado di dire se il nodo a lui precedente è anch'esso un nodo intermediario o se si tratta proprio del nodo mittente.
Analogamente, nessun nodo del circuito è in grado di dire attraverso quanti nodi il dato cipolla passerà prima di arrivare al nodo destinazione, chiamato anche Exit Node (nodo di uscita), inoltre nessun nodo del circuito è in grado di sapere quale posizione della catena occupa.
Si ipotizzi che Alice sia il PC, con Tor browser installato, che vuole mandare un messaggio utilizzando il protocollo Onion.
Il computer di Alice deve ovviamente avere una scheda di rete installata, un sistema operativo (non importa quale sia il tipo) e un browser.
Quindi si supponga che il server di Destinazione attraverso il quale Alice sta tentando di accedere sia un semplice web server senza VPN, né proxy e senza nessuna infrastruttura di tipo Tor all'interno di esso;

Come si può notare, con una configurazione del genere, chiunque stia tentando di ascoltare il traffico in uscita dal computer di Alice può sapere a quale server Alice sta facendo la richiesta, chi ha fatto la richiesta e a chi è rivolta la richiesta. Per questo motivo, al fine di nascondere il mittente della request (Alice), viene installato su Alice un Tor browser, o alternativamente un Tor proxy da agganciare al browser di Alice (per fare questo esistono diversi tool in rete).

Il logo di Tor

Una delle caratteristiche del browser Tor è che, attraverso il suo utilizzo, si garantisce all'utente il completo anonimato. Ovviamente se l'utente comincia ad effettuare pagamenti su internet utilizzando la propria carta di credito, o se utilizza i propri dati personali (es. carta d'identità, patente di guida, codice fiscale etc.), il grado di anonimato si riduce drasticamente, allo stesso modo se ci si registra in qualche sito internet con le proprie credenziali.
Per prima cosa Alice, che è il nodo mittente, attraverso Tor browser, contatta i nodi Tor chiamati nodi di Directory. Questi nodi di Directory non sono altro che server ridondanti e di fiducia messi a punto da chi ha progettato il protocollo Onion, i quali forniscono la lista di tutti i nodi Tor presenti in rete. 
Il browser Tor di Alice farà il download di questa informazione al fine di costruire una catena di nodi o circuito.
Di default Tor browser sceglie in modo casuale 3 nodi per costruire il circuito.
Nella terminologia di Tor, i nodi prendono un particolare nome a seconda della loro posizione nel circuito: il primo nodo si chiama Guard Node (nodo di guardia) o Entry Node (nodo di ingresso), il secondo Middleman Node (nodo intermediario) e il terzo Exit Node (nodo di uscita).
Si faccia attenzione poiché l'Entry Node non è il nodo mittente (Alice), ma è il nodo immediatamente successivo, allo stesso modo l'Exit Node non è il server di destinazione della request di Alice, ma è il nodo immediatamente precedente a tale server.
La scelta dei nodi di una catena viene effettuata dal browser Tor di Alice in base alle informazioni ricevute dal directory server: ogni nodo Tor quando si registra presso le directory invia il proprio indirizzo IP e una serie di caratteristiche.
Gli Exit Nodes sono i più importanti: i dati che escono da questi nodi potrebbero non essere protetti da crittografia (se ad esempio Alice non ha effettuato una chiamata in HTTPS, o protetta da SSL/TLS, ma ha usato HTTP, le info dall'Exit Node al server di destinazione viaggiano in chiaro).
Parimenti, i Guard Nodes vincono questo status quando hanno servito la rete Tor per un lungo periodo: sono nodi fidati a cui possiamo affidare il primo passo per entrare nella rete. 
Tutti i rimanenti nodi sono considerati nodi intermediari. Il perché di queste scelte e di questa classificazione è che solo il primo e l'ultimo nodo della catena rappresentano i punti deboli attraverso cui è possibile attaccare il protocollo.

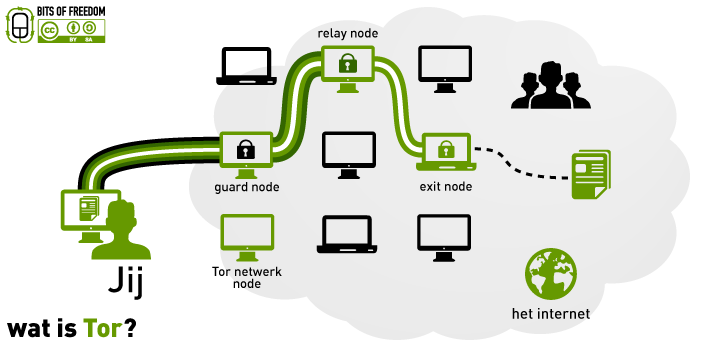

Il circuito viene esteso un salto alla volta, ogni nodo lungo il percorso conosce solo il nodo che gli ha fornito le informazioni e verso che nodo inoltrarle. Nessun nodo conosce il percorso completo che il pacchetto ha preso.
Il protocollo prevede la negoziazione di un nuovo insieme di chiavi crittografiche per ogni salto lungo il circuito, per assicurarsi che nessun nodo della catena possa tracciare queste connessioni durante il passaggio. I dati inviati vengono subito incapsulati in una sequenza di strati criptati, uno per ogni specifico nodo che verrà attraversato. Ogni nodo sarà in grado di aprire unicamente il proprio strato, cioè lo strato più esterno della cipolla, rendendo possibile l'inoltro del nuovo livello criptato al nodo successivo. Con questa struttura di trasmissione "a cipolla" il percorso e i dati rimangono al sicuro da possibili analisi di traffico.
Una volta che un circuito è stabilito, si possono scambiare diversi tipi di dati e usare molti tipi di applicazioni attraverso una rete onion. Poiché ogni server non vede che un singolo salto nel circuito, né un intercettatore e neppure un nodo compromesso possono utilizzare le tecniche di analisi del traffico per collegare la sorgente con la destinazione della connessione.

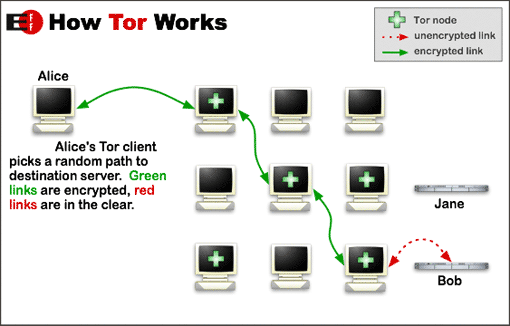

## Funzionamento in particolare
Ogni nodo che compone la rete prende il nome di ONION ROUTER (OR) mentre ogni Host che usufruisce di tale rete per veicolare anonimamente le proprie comunicazioni su internet prende il nome di ONION PROXY (OP). Riferendosi all'esempio precedente OP è Alice.
Quando un client desidera comunicare tramite questo sistema sceglie un percorso composto da diversi OR (N.B. se uso Tor di default 3 OR), dove ogni OR conosce il nodo che lo precede e quello successivo ma non conosce gli altri nodi che compongono l'intero percorso. In questo modo il client OP può inviare i propri dati cifrati lungo il percorso di OR, dove ogni OR è in grado di decifrare e quindi leggere la porzione di dati ad esso destinata mediante una chiave simmetrica.
La stessa operazione viene eseguita per i restanti OR sul percorso fino a che i dati non arrivano a destinazione. I dati vengono inviati in celle di lunghezza fissa al fine di impedire qualsiasi correlazione tra la lunghezza dei dati inviati e la loro natura.

### Autenticazione OP-OR e autenticazione OR-OR
Prima di iniziare qualsiasi connessione il client OP si connette al directory server e scarica la lista dei nodi OR disponibili e delle chiavi di identificazione di questi ultimi. Quando un client OP si connette ad un nodo ORx , ORx si autentica a OP inviandogli una catena composta da due certificati: il primo certificato usando una chiave di connessione temporanea e il secondo certificato autofirmato contenente la chiave di identificazione del nodo ORx.
Il client OP può verificare la validità della chiave di identificazione fornita dal nodo ORx con quella scaricata dal directory server e rifiutare la connessione nel caso quest’ultima dovesse risultare non valida.
Due nodi OR invece eseguono una mutua autenticazione utilizzando una procedura simile a quella descritta in precedenza: Un nodo ORx deve rifiutare una connessione a/da un ORy la cui chiave di identificazione non dovesse risultare valida o il cui certificato sia malformato o
mancante.

### Trasmissione dei dati
Una volta stabilita una connessione TLS tra le due entità (OP-OR oppure OR-OR), esse incominciano a scambiarsi i dati in celle di lunghezza fissa pari a 512 byte che vengono inviate in maniera sequenziale, questo impedisce qualsiasi attacco di correlazione tra la lunghezza dei
dati e la natura del traffico stesso. La connessione TLS tra OP-OR oppure OR-OR non è permanente, una delle due parti coinvolte nella comunicazione può interrompere la connessione se non transitano dati per un tempo pari al KeepalivePeriod che di default vale 5 minuti.

### Formato delle celle
I dati scambiati tra due entità all'interno di un sistema di Onion Routing prendono il nome di celle, esse hanno una grandezza fissa di 512 byte. Ogni cella è composta da 2 campi che hanno funzioni di controllo e dal payload che contiene i dati trasmessi dall'applicazione.

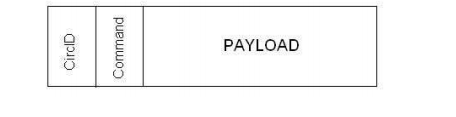

- CircID: Serve ad indicare a quale circuito virtuale è associata la cella, infatti ogni nuova connessione effettuata da un’applicazione del client OP può essere instradata tramite un percorso di nodi OR differente.
- Command: In base al valore della cella Command si definisce la tipologia della cella. Contiene il valore relativo ad uno dei comandi supportati dalle specifiche del protocollo e può assumere i seguenti valori:

1. PADDING (Padding)
2. CREATE (Crea un circuito)
3. CREATED (Conferma creazione)
4. RELAY (Invio dati)
5. DESTROY (Chiude un circuito)
6. CREATE_FAST (Crea un circuito)
7. CREATED_FAST (Conferma Creazione)

- Payload: Contiene i dati che devono essere trasmessi all’altro nodo, ma il suo contenuto può variare a seconda del Command, infatti:
  - se Command=PADDING: Payload è inutilizzato;
  - se Command=CREATE: Payload contiene il challenge;
  - se Command=CREATED: Payload contiene il response;
  - se Command=RELAY: Relay header e relay body;
  - se Command=DESTROY: Payload è inutilizzato;

### Tipologia delle celle
- Le celle di PADDING vengono utilizzate per implementare il keepalive della connessione: viene inviata una cella di PADDING ogni volta che tra OP e Or non transitano dati da oltre 5 minuti (tempo di default).
- Le celle CREATE, CREATED e DESTROY sono utilizzate per gestire la creazione e la chiusura dei circuiti virtuali.
- Le celle RELAY sono utilizzate per inviare comandi o dati lungo il circuito virtuale.

#### La cella CREATE
Il client OP crea il circuito in maniera incrementale, un nodo alla volta. Per creare un nuovo circuito il client OP sceglie un percorso casuale tra i nodi OR disponibili e invia una cella CREATE al primo nodo, il payload della cella conterrà la prima parte dell'handshake Diffie Hellman (ovvero g^x). 
Nel caso più semplice, ovvero se la lunghezza dei dati della cella è minore della lunghezza della chiave pubblica del nodo OR, la cella CREATE viene criptata con la chiave pubblica di OR.

#### La cella CREATED
Quando un nodo OR riceve una cella CREATE risponderà con una cella CREATED il cui payload conterrà la seconda parte dell'handshake Diffie Hellman e i primi 20 byte della chiave derivata KH che serve a dimostrare la conoscenza della chiave condivisa.
La cella CREATED transita in chiaro tra OR e OP.

#### Le celle RELAY
A differenza delle celle CREATE e CREATED che sono scambiate tra nodi tra loro adiacenti, le celle RELAY sono utilizzate per veicolare flussi di dati e messaggi di controllo attraverso un circuito composto da più nodi.

##### La cella RELAY EXTEND
Per estendere il circuito di un ulteriore nodo il client OP invia una cella relay EXTEND che istruisce l'ultimo nodo OR ad inviare una cella CREATE per estendere il circuito verso il nodo OR desiderato.

##### La cella RELAY EXTENDED
Quando un nodo OR processa una cella relay EXTEND invia una cella CREATE al nuovo nodo OR per estendere il circuito, il nuovo OR risponde con una cella CREATED, il payload di tale cella viene restituito al client OP all'interno di una cella EXTENDED.

##### La cella RELAY BEGIN
Nel payload di questa cella sono presenti, l’hostname o l’indirizzo IP nel formato IPv4 o IPv6 e la porta dell’Host a cui si desidera connettere (facendo riferimento all'esempio precedente si tratta di indirizzo e porta del server web di destinazione).
La cella RELAY BEGIN viene instradata lungo il circuito e viene processata dal nodo OR di uscita (Exit Node) che apre una nuova connessione TCP verso l'indirizzo e la porta specificati nel payload del pacchetto. 
Se la connessione TCP va a buon fine il nodo OR di uscita invia una cella RELAY_CONNECTED al client OP che lo informa dell'avvenuta connessione.

## Passi di funzionamento del protocollo

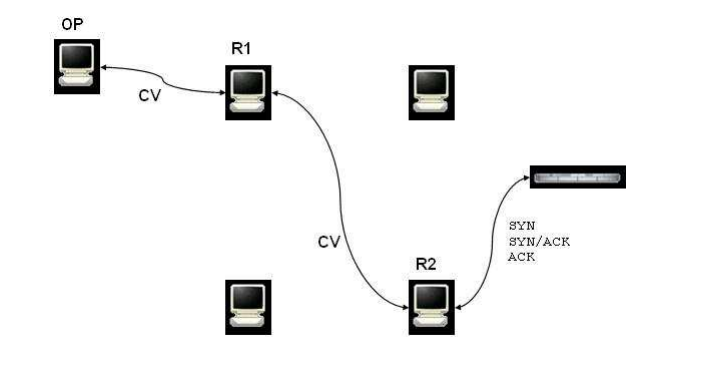

### Creazione del circuito
1. OP sceglie il nodo di uscita R2.
2. OP calcola g^x1 (chiave pubblica di OP nello scambio DH) e lo invia a R1 nella cella CREATE cifrandolo con la chiave pubblica di R1.
3. R1 decifra la cella CREATE con la propria chiave privata ottenendo g^x1.
4. R1 calcola g^y1 (chiave pubblica di R1 nello scambio DH) e lo usa, assieme a g^x1 ed alla propria chiave privata dello scambio DH, per calcolare K1 (chiave di sessione fra OP e R1).
5. R1 invia ad OP la cella CREATED contenente g^y1 e l'hash di K1 (in chiaro).
6. OP calcola K1 (chiave di sessione fra OP e R1) da g^x1, g^y1 e dalla propria chiave privata dello scambio DH.
7. OP calcola l'hash di K1 e lo confronta con l'hash ricevuto nel payload della cella CREATED.
8. OP e R1 si sono scambiati in modo sicuro la chiave di sessione K1, poiché grazie all'algoritmo di Diffie-Hellman hanno autonomamente calcolato la stessa chiave K1, senza mai doverla scambiare lungo il canale di connessione, pertanto viene creato il circuito virtuale tra OP e R1.

### Estensione del circuito
1. OP calcola g^x2 (chiave pubblica di OP nello scambio DH con R2) e invia a R1 la cella RELAY contenente nel payload, cifrato con K1, la specifica EXTEND, composta dall'indicazione che l'estensione va fatta verso R2 e da g^x2 cifrato con la chiave pubblica di R2.
2. R1 decifra con la chiave K1 il payload, capisce che si tratta di un EXTEND e che deve essere per R2, costruisce una cella CREATE per R2 e nel payload vi inserisce la parte cifrata da OP con la chiave pubblica di R2 (che per R1 è 'black box').
3. R2 decifra la cella CREATE ricevuta, con la propria chiave privata ottenendo g^x2. Contestualmente crea l'abbinamento A1 tra il circuito che ha in essere con OP (c1) e il circuito che sta creando con R2 (c2), abbinamento che rimarrà noto solo a R1.
4. R2 calcola g^y2 (chiave pubblica di R2 nello scambio DH con OP) e lo usa, assieme a g^x2 ed alla propria chiave privata dello stesso scambio DH, per calcolare K2 (chiave di sessione fra OP e R2).
5. R2 invia ad R1 la cella CREATED contenente g^y2 e l'hash di K2 (in chiaro).
6. R1 estrae il payload dalla cella CREATED e invia ad OP una cella RELAY contenente nel payload, cifrato con K1, la specifica EXTENDED, composta dal payload estratto (quello ricevuto da R2).
7. OP decifra con la chiave K1 il payload, capisce che si tratta di EXTENDED e calcola K2 (chiave di sessione fra OP e R2) dal g^x2 che aveva calcolato al punto 1., da g^y2 e dalla propria chiave privata dello scambio DH con R2.
8. OP calcola l'hash di K2 e lo confronta con l'hash ricevuto nel payload della cella EXTENDED.
9. OP e R2 si sono scambiati in modo sicuro la chiave di sessione K2, nota solo a OP e a R2.

### Creazione della connessione
1. OP invia la cella RELAY cifrata con K1 e con K2 contenente BEGIN.
2. R1 decifra il payload con la chiave K1 ottenendo una 'black box'. Avendo in sé l'abbinamento A1 invia la una cella RELAY al nodo R2 con payload la 'black box'.
3. R2 decifra il payload con la chiave K2, controlla che i campi della cella siano coerenti quindi ne processa il payload.
4. R2 ricava IP e Porta dell’host verso il quale deve aprire una connessione TCP ed esegue l'handshake con la destinazione.
5. R2 invia ad R1 una cella RELAY cifrata con K2 e contenente CONNECTED.
6. R1 invia ad OP una cella RELAY cifrata con K1 e contenente il payload ricevuto da R2 (che per R1 è 'black box').
7. OP decifra con la chiave K1 lo strato esterno, e decifra con la chiave K2 lo strato interno.
8. OP ha quindi ricevuto la conferma dell’avvenuta connessione TCP.

### Trasmissione dei dati
Una volta che la connessione TCP viene stabilita i dati vengono veicolati sul circuito virtuale attraverso celle RELAY cifrate da OP con K1 e K2 e contenenti DATA con il tipo di richiesta (p.e. HTTP GET...).

## Debolezze del protocollo

### Timing analysis
Una delle ragioni per cui le connessioni via Internet sono considerate anonime è dovuta alla capacità dei service provider di internet di tracciare e registrare le connessioni tra i computer e quindi tra i nodi. Per esempio, quando una persona visita un particolare sito web, i propri dati possono essere messi al sicuro utilizzando una connessione HTTPS in modo tale che dati sensibili come password, e-mail, o altri dati personali non siano visibili da un utente esterno, ma rimane una registrazione della connessione stessa: in essa si vedono data e ora della connessione e la quantità di dati trasferiti.
Onion Routing crea e oscura il percorso che la Request/response HTTP fa dal PC mittente al PC destinatario, in modo che non sia possibile collegare l'utente che ha fatto la Request al server onion che ospita il documento richiesto, con il server onion stesso. Restano comunque esistenti e quindi consultabili i record delle connessioni che sono avvenute fra i PC.
Chi analizza il traffico, opera proprio in questa maniera: si analizzano i records delle connessioni in un potenziale nodo mittente, cioè si prende un PC sospetto di essere un nodo mittente, si analizzano i suoi records , e si prova a fare il match di ora e data dei trasferimenti fra i record del potenziale nodo mittente, e un potenziale nodo destinatario.
Per esempio, un computer che, nelle sue registrazioni di connessioni, ha un record in cui un utente che ha utilizzato quel PC, ha trasferito esattamente 51 KB di dati verso un PC sconosciuto al tempo t: se in un secondo PC si legge nei record che anch'esso ha trasferito esattamente 51KB di dati verso un particolare sito web, allora con molta probabilità si trattava di due nodi onion che stavano scambiandosi informazioni.
Garlic routing è una variante dell'Onion Routing associata alla rete I2P, che crittografa più messaggi insieme al fine di rendere più difficile l'analisi del traffico da parte di eventuali attaccanti.

### Exit Node Vulnerability (debolezze del nodo intermediario finale)
Anche se il messaggio inviato viene trasmesso incapsulato da diversi strati di crittografia, il lavoro dell'Exit node, essendo il nodo intermediario finale della catena, è quello di decifrare lo strato di crittografia più esterno e consegnare il messaggio al nodo destinatario.
Un Exit node compromesso sarebbe quindi in grado di acquisire i dati "grezzi" trasmessi, cioè password, messaggi privati, numeri di carte di credito etc.
Le vulnerabilità dell'Exit node sono simili alle vulnerabilità delle connessioni wireless non protette, dove i dati trasmessi da un utente della rete potrebbero essere sniffati da un attaccante o da un router attaccante. Entrambe le questioni sono risolte usando una connessione sicura end-to-end come SSL. Se si usa una connessione end-to-end criptata tra mittente e destinatario, nemmeno l'ultimo nodo intermediario della catena sarà in grado di visualizzare il messaggio originale.